# Рено 9 и 11
Рено 9 и Рено 11 су аутомобили које је производила француска фабрика аутомобила Рено. Производили су се од 1981. до 1988. године. У Турској се Рено 9 производио до 2000. године. Разлика између ова два модела је у облику каросерије, Рено 9 је седан са четвора врата, а Рено 11 је хечбек са троја или петора врата.

## Историјат
Рено 9 је представљен октобра 1981. године, а Рено 11 две године касније. Оба модела је дизајнирао француски аутомобилски дизајнер Роберт Опрон. Развијени су под кодним именом L42. Роберт Опрон је замислио троволуменски традиционални дизајн како би се допао традиционалном купцу и избегао лош пријем који је био у складу са стилом Реноа 14.
Рено је започео концепцију Реноа 9/11 1977. године под називом „четири метра” што се односило на њихову дужину, како би попунили празнину између Реноа 5 и Реноа 14. До тренутка када су модели ушли у производњу, на пројекту је радило више од 500 људи, забележио је 14.500.000 сати студија и испитивања, конструисано 44 прототипа, испитано 130 мотора и 2,2 милиона пређених километара тест вожње.
Иако су аутомобили 9 и 11 имали различита имена и стилове каросерије, у унутрашњости су били идентични. Рено 9 је имао три редизајна, а Рено 11 два. Рено 11 који је избачен 1983. године представљен је са двоструким предњим светлима, што је било другачије од Реноа 9. Године 1985, Рено 9 је добио нови изглед предњег дела, што му је дало исти изглед као код Реноа 11.
У сарадњи са American Motors Corporation (AMC) продаван је и на северноамеричком тржишту као Renault Alliance (1983–1987) и Renault Encore (1984–1987). На америчком тржишту продавале су се верзије седан са двоја и четвора врата и као кабриолет са двоја врата. У Турској се Рено 11 производио до 1995. године. За турско тржиште, на Реноу 9 је урађен већи редизајн 1997. године и од тада мења назив у Renault Broadway. Производио се до 2000. године, када га мења модел симбол.
Године 1982, осваја титулу за Европски аутомобил године.

## Мотори
| Модел                | Запремина | Снага                       | Момент              | Тип мотора          | 0–100 km/h | Брзина   | Производња      |
| Бензин               | Бензин    | Бензин                      | Бензин              | Бензин              | Бензин     | Бензин   | Бензин          |
| -------------------- | --------- | --------------------------- | ------------------- | ------------------- | ---------- | -------- | --------------- |
| C, TC, GTC           | 1108 cm³  | 35 kW (48 КС) при 5250/min  | 80 Nm при 2500/min  | C1E 715/720         | 21,6 сек.  | 140 km/h | 09/1981–05/1987 |
| C, TC                | 1237 cm³  | 40 kW (54 КС) при 5250/min  | 88 Nm при 3000/min  | C1G 700/710         | 16,0 сек.  | 146 km/h | 09/1985–12/1988 |
| TL, GTL, TLE         | 1397 cm³  | 44 kW (60 КС) при 5250/min  | 102 Nm при 3000/min | C1J 715/C2J 730     | 15,7 сек.  | 155 km/h | 12/1981–12/1988 |
| TL, GTL              | 1397 cm³  | 50 kW (68 КС) при 5250/min  | 109 Nm при 3000/min | C2J 720/766/767/768 | 13,1 сек.  | 160 km/h | 09/1985–12/1988 |
| Automatic            | 1397 cm³  | 50 kW (68 КС) при 5250/min  | 109 Nm при 3000/min | C2J 718/757         |            | 153 km/h | 09/1981–12/1985 |
| TSE, GTS, Electronic | 1397 cm³  | 53 kW (72 КС) при 5750/min  | 106 Nm при 3500/min | C2J 717/755         | 13,0 сек.  | 161 km/h | 05/1983–12/1985 |
| GTX, TXE             | 1721 cm³  | 60 kW (82 КС) при 5000/min  | 135 Nm при 3250/min | F2N 700/704         |            | 170 km/h | 10/1983–12/1987 |
| GTX, TXE             | 1721 cm³  | 66 kW (90 КС) при 5500/min  | 138 Nm при 3000/min | F2N 708/710/798     | 10,7 сек.  | 177 km/h | 10/1986–12/1988 |
| GTX, TXE             | 1721 cm³  | 54 kW (73 КС) при 5000/min  | 127 Nm при 2750/min | F3N 718             |            |          | 10/1984–12/1988 |
| GTE                  | 1721 cm³  | 69 kW (94 КС) при 5200/min  | 143 Nm при 3000/min | F3N 708             |            |          | 06/1987–12/1988 |
| Turbo                | 1397 cm³  | 77 kW (105 КС) при 5500/min | 162 Nm при 2500/min | C1J 760/764         |            | 182 km/h | 04/1984–10/1986 |
| Turbo                | 1397 cm³  | 85 kW (115 КС) при 5750/min | 165 Nm при 3000/min | C1J 770/782         | 8,5 сек.   | 190 km/h | 10/1986–12/1988 |
| Дизел                |           |                             |                     |                     |            |          |                 |
| TD, GTD, TDE         | 1595 cm³  | 41 kW (56 КС) при 4800/min  | 100 Nm при 2250/min | F8M 700/720/730     | 16,0 сек.  | 146 km/h | 10/1982–12/1988 |

## Галерија
- Рено 9
- Рено 11
- Renault Alliance кабриолет
- Унутрашњост